# Сергий (патриарх Московский)
Патриа́рх Се́ргий (в миру Ива́н Никола́евич Страгоро́дский; 11 (23) января 1867, Арзамас, Нижегородская губерния — 15 мая 1944, Москва) — епископ Русской православной церкви (РПЦ); с 12 сентября 1943 по 15 мая 1944 года — Патриарх Московский и всея Руси. Богослов, автор богослужебных текстов и духовных стихов.
С декабря 1925 до конца 1936 года — заместитель патриаршего местоблюстителя (арестованного митрополита Петра), фактический руководитель РПЦ; с 1 января 1937 года — патриарший местоблюститель, в связи с получением ложного извещения о смерти митрополита Петра.
В 1927 году стал на путь лояльности политическому режиму СССР, что вызвало весьма противоречивую реакцию в Церкви как в СССР, так и за границей. Личность и деяния патриарха Сергия остаются дискуссионными до сих пор. Как отметил доктор исторических наук Сергей Фирсов, патриарх Сергий «для одних был и остаётся великим деятелем Церкви, спасшим её в наиболее трудные годы воинствующего богоборчества, а для других — человеком, пошедшим на неприемлемые уступки власти и тем самым превратившим Церковь в послушное орудие Советского государства».

## Ранние годы
Родился 11 (23) января 1867 года в Нижегородской губернии в городе Арзамасе, в семье протоиерея Николая Ивановича Страгородского и его жены, Любови Дмитриевны (в девичестве Раевской), где получил религиозное воспитание. Первоначальное образование получил в приходском, а затем в Арзамасском духовном училище. В 1886 году окончил Нижегородскую духовную семинарию и поступил в Петербургскую духовную академию.
30 января 1890 года на Валааме пострижен в монашество с именем Сергий в честь преподобного Сергия Валаамского. Будучи студентом 4-го курса академии, 21 апреля рукоположён в иеромонаха.
9 мая 1890 года окончил Академию со степенью кандидата богословия за сочинение «Православное учение о вере и добрых делах».
13 июня был назначен в Японию членом духовной миссии. Её начальник епископ Николай (Касаткин) записал в своём дневнике: «О. Иван прибыл 10 (22) октября. Кажется, человек хороший, усердно принялся за японский язык, так что в Оосака (Осака) просится, чтобы между японцами, не слыша русского слова, поскорей научиться по-японски. Дай Бог, ему!». Служил в православном молитвенном доме в Киото и преподавал в духовной семинарии в Токио.
В декабре 1891 года назначен судовым священником на крейсер 1-го ранга «Память Азова».
В 1893 году назначен исполняющим обязанности доцента по кафедре Священного писания в Петербургской духовной академии.
13 декабря 1893 года назначен исполнять должность инспектора Московской духовной академии.
21 сентября 1894 года возведён в сан архимандрита и назначен настоятелем Русской посольской церкви в Афинах.
Удостоен степени магистра богословия за диссертацию «Православное учение о спасении».

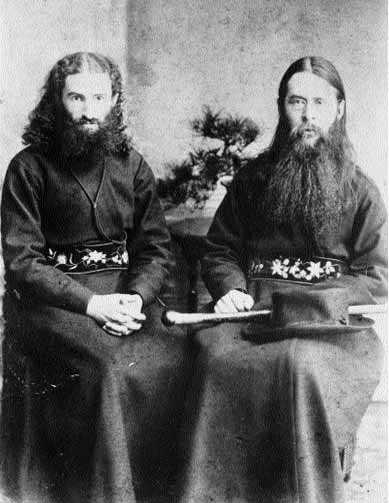
Иеромонах Андроник (Никольский) и архимандрит Сергий (Страгородский). Япония. 1898 год

В 1897 году вторично назначен в Японию помощником начальника Православной духовной миссии, но, по свидетельству митрополита Евлогия, «не выдержал сурового режима и должен был вернуться в Россию».
29 июля 1899 года определён ректором Петербургской духовной семинарии, а 6 октября того же года назначен инспектором Петербургской духовной академии. С 21 января 1901 года — ректор той же Духовной академии.

## Епископская деятельность до Февральской революции

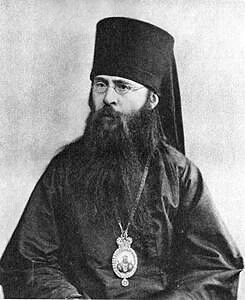
В 1900-х годах

25 февраля 1901 года хиротонисан во епископа Ямбургского, викария Санкт-Петербургской епархии. Чин хиротонии совершили митрополит Санкт-Петербургский Антоний (Вадковский), митрополит Киевский Феогност (Лебедев), митрополит Московский Владимир (Богоявленский), архиепископ Холмский и Варшавский Иероним (Экземплярский), епископ Кишинёвский Иаков (Пятницкий), епископ Борис (Плотников), епископ Гдовский Вениамин (Муратовский), епископ Нарвский Никон (Софийский) и епископ Сарапульский Владимир (Благоразумов).
В ноябре 1901 — апреле 1903 года вёл религиозно-философские собрания представителей духовенства и общественности, созданные по инициативе ряда деятелей творческой интеллигенции для обсуждения проблемы взаимоотношения Церкви, интеллигенции и государства; свободы совести; Церкви и брака; христианской догматики и других. После 22 заседаний собрания были прекращены по распоряжению обер-прокурора Святейшего синода Константина Победоносцева.
6 октября 1905 года император Николай II утвердил доклад Святейшего синода «О бытии Преосвященному Ямбургскому Сергию архиепископом Финляндским и Выборгским».
В 1906 году участвовал в сессии Святейшего синода, председательствовал в Учебном комитете, стал почётным членом Петербургской духовной академии.
В 1907 году возглавил созданную Святейшим синодом Комиссию по исправлению богослужебных книг, которая успела издать новую редакцию Постной и Цветной триоди, подготовить новую редакцию Октоиха, Праздничной и сентябрьской Минеи. Новая редакция литургических книг устраняла отдельные грецизированные синтаксические конструкции и слова, но не получила широкого распространения вследствие последовавших политических событий. С 6 мая 1911 года — член Святейшего синода. 1 марта 1912 года высочайше утверждён председателем новоучреждённого Предсоборного совещания при Святейшем синоде. 6 мая 1912 года награждён бриллиантовым крестом для ношения на клобуке. 4 апреля 1913 года назначен председателем Миссионерского совета при Святейшем синоде. 14 января 1915 года по личной просьбе освобождён от должности председателя Миссионерского совета.
В газете «Всероссийский церковно-общественный вестник» была дана такая характеристика его деятельности того периода:

Архиепископ Финляндский, по установившемуся обычаю, является как бы бессменным членом Св. Синода и работает как в зимней, так и в летней сессиях его. Но никто из финляндских архиепископов не работал в Св. Синоде так много, как Высокопреосвященный Сергий.
Кажется, все комиссии по церковным реформам имели его, начиная с годов первой революции, своим членом. Он участвовал в предсоборном присутствии и до сего времени состоит председателем предсоборного совещания при Св. Синоде. Он председательствовал в миссионерском совете, в комиссии по вопросу о поводах к разводу, по реформе церковного суда и т. д. <…>
Несмотря на эту массу дела, он находил время вести практическую работу по исправлению церковно-богослужебных книг и работал здесь более всех членов комиссии. Его учёный багаж и административный опыт чрезвычайно обширны… Полное внимание к высказываемым мнениям, спокойное изложение своей мысли или убеждения без навязчивости… никакого признака самодержавия, столь часто наблюдаемого у владык, — всё это черты Архиепископа Финляндского…

## После революции

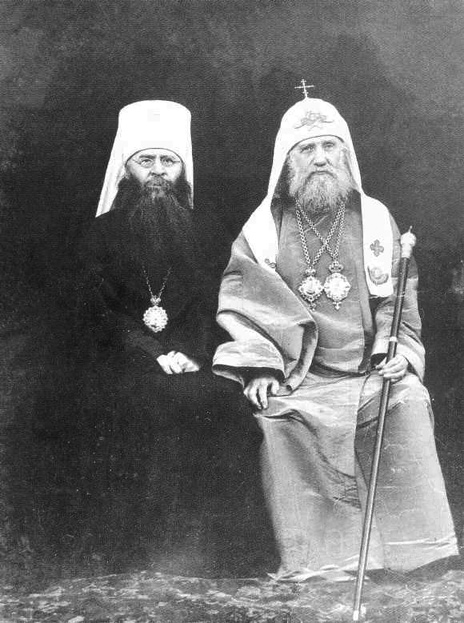
Митрополит Сергий и Святейший Патриарх Тихон. 1918 год

Был единственным членом Святейшего синода, оставленным Владимиром Львовым после роспуска старого состава 14 (27) апреля 1917, «хотя обещал братьям-епископам, что в новый состав Св. Синода, образованного Львовым, не пойдёт».
Определением Святейшего синода от 10 августа 1917 года № 4961 после избрания клиром и мирянами епархии утверждён архиепископом Владимирским и Шуйским, сменив на кафедре уволенного на покой по требованию духовенства епархии за «деспотическое» управление и грубое обращение с духовенством архиепископа Алексия.
Участник Всероссийского Поместного собора 1917—1918 годов в Москве. 28 ноября 1917 года возведён в сан митрополита, а 7 декабря избран членом Священного синода, разделив третье место по числу поданных за него голосов с архиепископами Анастасием и Евлогием. В декабре 1917 года был избран членом Учредительного собрания по нижегородскому округу. Участия в работе Собрания не принимал.
В январе 1921 года митрополит Сергий был арестован и несколько месяцев находился в Бутырской тюрьме. На Пасху был выпущен на свободу. Известно, что за него поручился лишённый архиепископского сана монах Владимир (Путята). После заседания Синода, на котором Путяте в восстановлении в сане было отказано, митрополита Сергия выслали в Нижний Новгород.
16 июня 1922 года митрополит Сергий совместно с нижегородским архиепископом Евдокимом и костромским архиепископом Серафимом в так называемом «Меморандуме трёх» («Воззвании») публично признали обновленческое Временное церковное управление единственной канонической церковной властью. «Воззвание» гласило:

Мы, Сергий, Митрополит Владимирский и Шуйский, Евдоким, Архиепископ Нижегородский и Арзамасский и Серафим, Архиепископ Костромской и Галичский, рассмотрев платформу Временного Церковного Управления и каноническую законность Управления, заявляем, что целиком разделяем мероприятия Временного Церковного Управления, считаем его единственной, канонически законной верховной церковной властью и все распоряжения, исходящие от него, считаем вполне законными и обязательными. Мы призываем последовать нашему примеру всех истинных пастырей и верующих сынов церкви, как вверенных нам, так и других епархий. 16-го июня 1922 года.

Однако митрополит Сергий, несмотря на признание ВЦУ, указал поминать имя Патриарха Тихона в своей епархии. Из «Обзора политико-экономического состояния РСФСР за июнь 1922 г.», составленного в ГПУ, говорится: «В Иваново-Вознесенской губернии в связи с распространением [указа] Владимирского митрополита о поминовении в церквах Патриарха Тихона, дальнейшая работа по обновлению церкви замедлилась».
Митрополит Сергий не был сторонником обновленческих реформ. 6-17 августа 1922 года в Москве прошёл Всероссийский съезд белого духовенства и мирян «Живая церковь», на котором была принята программа обновленческих реформ, таких как введение женатого епископата, второбрачие духовенства. Митрополит Сергий выступил против этих решений. 25 августа 1922 года он обратился в ВЦУ с письмом протеста против неканонических нововведений. Он привел список канонических правил, которые нарушили обновленцы своими решениями. Он заявил, что в его епархии эти нововведения приняты не будут. Однако письмо митрополита Сергия было проигнорировано в обновленческом ВЦУ. В своём письме от 10 сентября митрополит Антонин (Грановский) писал митрополиту Сергию: «Ваше обращение ими не получено или было сокрыто, в ВЦУ не докладывалось, и я не знал о нём».
23 октября 1922 года заявил о прекращении церковного общения с деятелями «новой демократической церкви» и покинул созданное ими Высшее церковное управление. 13 сентября 1922 года митрополит Сергий разорвал отношения с ВЦУ. Таким образом, Владимирская епархия во главе с митрополитом Сергием перешла на автокефальное управление. Об отделении митрополита Сергия от ВЦУ после съезда «Живой церкви» стало широко известно в среде духовенства. Епископ Серафим (Афанасьев), викарий Уфимской епархии, писал об этом в письме в январе 1923 года: «Митр[ополит] Сергий Владимирский, бывш[ий] Финляндский, признал ВЦУ, но после съезда отделился и объявил, что прекращает всякое общение с ними и не признает его ставленников». В ответ на это 10 ноября 1922 года постановлением ВЦУ уволен от управления епархией. На Владимирскую обновленческую кафедру вместо него был назначен епископ Серафим (Руженцев).
27 августа 1923 года он принёс покаяние. Чин покаяния, в отличие от такового, принесённого большинством прочих епископов, проходил публично, за литургией в Донском монастыре в день Успения. Принят по покаянии Святейшим Патриархом Тихоном в лоно Патриаршей церкви.
После покаяния и возвращения в Патриаршую церковь Сергий некоторое время продолжал жить в Москве. Он общался с членами Синода, московским духовенством, по просьбе которого стал выезжать на службы.
С 18 марта 1924 года — митрополит Нижегородский.

## Местоблюстительство

### Заместитель Патриаршего местоблюстителя (1925—1926)

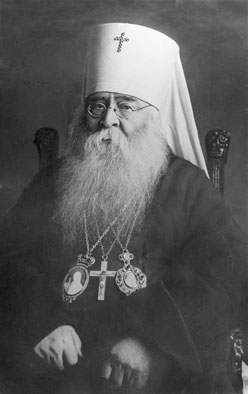
В сане митрополита

После того как 10 декабря 1925 года был арестован Патриарший местоблюститель митрополит Пётр (Полянский), во главе Патриархии де-факто стал Сергий как заместитель Патриаршего местоблюстителя. Предчувствуя свой арест, митрополит Пётр 23 ноября (6 декабря) 1925 года составил завещательное распоряжение, в котором говорил: «в случае невозможности по каким-либо обстоятельствам отправлять Мне обязанности Патриаршего Местоблюстителя временно поручаю исполнение таковых обязанностей высокопреосвященнейшему Сергию, митрополиту Нижегородскому. <…> Возношение за богослужением Моего имени, как Патриаршего Местоблюстителя, остаётся обязательным».
14 декабря 1925 года владыка Сергий сообщил из Нижнего Новгорода викарию Московской епархии епископу Клинскому Гавриилу о своём вступлении в исполнение обязанностей Патриаршего местоблюстителя и просил известить об этом всех архиереев в Москве.
Поддержал архиепископа Илариона, находившегося на Соловках, выступившего с инициативой избрания патриарха путём сбора подписей архиереев, ввиду невозможности созвать собор. Кандидатом на Патриарший престол архиепископ Иларион предложил митрополита Кирилла, срок ссылки которого истекал в ближайшее время. Практическим осуществлением выборов руководил архиепископ Рыльский Павлин (Крошечкин) со своими помощниками — иеромонахом Таврионом и мирянами отцом и сыном Кувшиновыми. За короткое время они объездили места ссылок архиереев, собрав 72 подписи.
В ноябре 1926 года митрополит Сергий был вновь арестован по обвинению в связях с эмиграцией и в подготовке проведения нелегальных выборов патриарха. Арест использовался ОГПУ как средство оказания давления на митрополита Сергия, чтобы понудить его к публикации обращения к Церкви в нужной для властей редакции. Обязанности заместителя Местоблюстителя должны были перейти к митрополиту Иосифу, но ввиду невозможности сего, согласно завещанию митрополита Иосифа, были восприняты архиепископом Угличским Серафимом.

### Декларация митрополита Сергия и реакция на неё
27 марта 1927 года снова вступил в управление Патриаршей церковью на правах заместителя Патриаршего местоблюстителя. Результатом ареста и дальнейшего давления на него и на Патриаршую церковь, которая в то время с точки зрения «советского права» находилась «на нелегальном положении», было издание документа, известного как «Декларация митрополита Сергия», опубликованная 16 (29) июля 1927 года, в которой отмечался факт ожесточённой вредительской и диверсионной деятельности «наших зарубежных врагов», в связи с чем особо важно «теперь показать, что мы, церковные деятели, не с врагами нашего Советского государства и не с безумными орудиями их интриг, а с нашим народом и Правительством».

в мае текущего года, по моему приглашению и с разрешения власти, организовался временный при заместителе патриарший Священный Синод в составе нижеподписавшихся (отсутствуют преосвященный Новгородский Митрополит Арсений, ещё не прибывший, и Костромской архиепископ Севастиан, по болезни). Ходатайство наше о разрешении Синоду начать деятельность по управлению Православной Всероссийской Церковью увенчалось успехом. <…> Выразим всенародно нашу благодарность к Советскому правительству за такое внимание к духовным нуждам православного населения, а вместе с тем заверим Правительство, что мы не употребим во зло оказанного нам доверия.

Первоначальная реакция на «Послание» в среде Церкви (в СССР) не была резко критической: так, авторы «Послания Соловецких епископов» от 14 (27) сентября 1927 года, не находя возможность «принять и одобрить послания в его целом», по существу, выдвигают те же принципы взаимоотношения Церкви с государством. К концу 1927 года сформировалось иосифлянское движение среди духовенства и мирян, которое вслед за митрополитом Иосифом (Петровых) отвергало декларацию. В Русской православной церкви за рубежом и среди «истинно православных» появился термин «сергианство», обозначающий политику безусловной лояльности и подчиненного сотрудничества РПЦ с советской властью.
Проживавший с середины 1940-х годов в эмиграции деятель иосифлянского движения Иван Андреевский (Русская православная церковь заграницей (РПЦЗ)) о первых 11 месяцах (до его ареста в ноябре 1926 года) управления митрополита Сергия Патриаршей церковью писал, что строй церковного управления по своему существу продолжал быть вполне каноническим, ибо преемство власти делалось законным по согласию всех епископов и законность действий первого из них зиждилась на том, что он «ничего не творил без разсуждения всех»; и говорил о том контрасте, которым явился modus operandi митрополита Сергия по выходе из заключения, который Андреев однозначно, вслед за протоиереем Михаилом Польским, квалифицировал как «диктатуру первого епископа».

### Заместитель Патриаршего местоблюстителя (1927—1936)
Протест духовенства становится более резким в конце 1927 года, после того как Временный Патриарший Синод под давлением власти начал увольнять на покой сосланных архиереев, и начались перестановки на кафедрах. Это вызвало резкое недовольство у части духовенства. Именно эти действия подтолкнули некоторых представителей епископата и клира разорвать общение с митрополитом Сергием, сохраняя поминовение митрополита Петра. Так перевод митрополитом Сергием, по требованию властей, митрополита Ленинградского Иосифа (Петровых) в Одессу был истолкован как его позволение властям вмешиваться в кадровую политику, что вызвало резкое неприятие. В конце осени 1927 года центром сопротивления курсу митрополита Сергия стал Ленинград во главе с митрополитом Иосифом, находившимся тогда в Ростове. (См. статью Иосифляне (XX век).) Последний писал митрополиту Сергию: «Я считаю Вас узурпатором церковной власти, дерзновенно утверждающим себя Первым Епископом страны; может быть, и по искреннему заблуждению и во всяком случае с молчаливого попустительства части собратий епископов, повинных теперь вместе с Вами в разрушении канонического благополучия Православной Русской Церкви.». Отделились также временный управляющий Воронежской епархией епископ Козловский Алексий (Буй) и управляющий Воткинской епархией епископ Глазовский Виктор (Островидов) и другие.
2 февраля 1930 года Папа Пий XI обратился с призывом молиться за «гонимую Русскую Церковь»; в Великобритании Архиепископ Кентерберийский Космо Ланг организовал международное и межконфессиональное (с участием русских эмигрантских клириков, в частности митрополита Евлогия (Георгиевского) «моление о страждущей Русской Церкви», прошедшее 16 марта 1930 года. Ввиду того, что подобные акции на Западе наносили удар по престижу руководства СССР, власти организовали контрмероприятия. В частности постановлением Политбюро ЦК ВКП(б) от 14 февраля 1930 года было определено: «Поручить тт. Ярославскому, Сталину и Молотову решить вопрос об интервью», а 16 февраля 1930 года в газетах «Правда» и «Известия» было опубликовано интервью митрополита Сергия (Страгородского) и членов Синода. Текстологический анализ документов из Архива президента РФ показал, что интервью являлось полной фальсификацией, совершённой уполномоченными к этому постановлением Политбюро Сталиным, Ярославским и Молотовым. Никто из иерархов Церкви, включая митрополита Сергия, не участвовал ни в его написании, ни в редактировании. Не существовало и «представителей советской печати», которые якобы брали это «интервью». Основной вариант был написан Емельяном Ярославским. Он был тщательно отредактирован и дописан Сталиным. Молотов оставил менее значительную правку. 16 февраля 1930 года, через три дня последовало аналогичное интервью уже только Сергия зарубежным корреспондентам.
К концу 1930 года насчитывалось до 37 архиереев Патриаршей Церкви, отказавшихся от административного подчинения митрополиту Сергию. Особое недовольство среди духовенства и мирян вызывалось запретом поминовения на богослужении (ектениях и иных публичных молитвах) ссыльных архиереев и требованием поминовения властей.
19 февраля 1930 года Заместитель Местоблюстителя обратился с памятной запиской «для тов. Смидовича» о нуждах Православной Патриаршей Церкви в СССР, в которой, в частности, ходатайствовал о возобновлении церковно-издательской деятельности и о восстановлении духовных школ. Патриархия получила разрешение на издание официального органа — «Журнала Московской Патриархии», который выходил с 1931 по 1935 годы. Он был невелик по объёму — от 8 до 14 страниц вместе с календарными материалами и издавался малым тиражом — всего 3 тысяч экземпляров. Помимо официальных документов, в нём помещались богословские статьи, в основном самого митрополита Сергия, который был главным редактором издания.
12 апреля 1932 года постановлением Синода за № 60/б награждён предношением креста при богослужении.

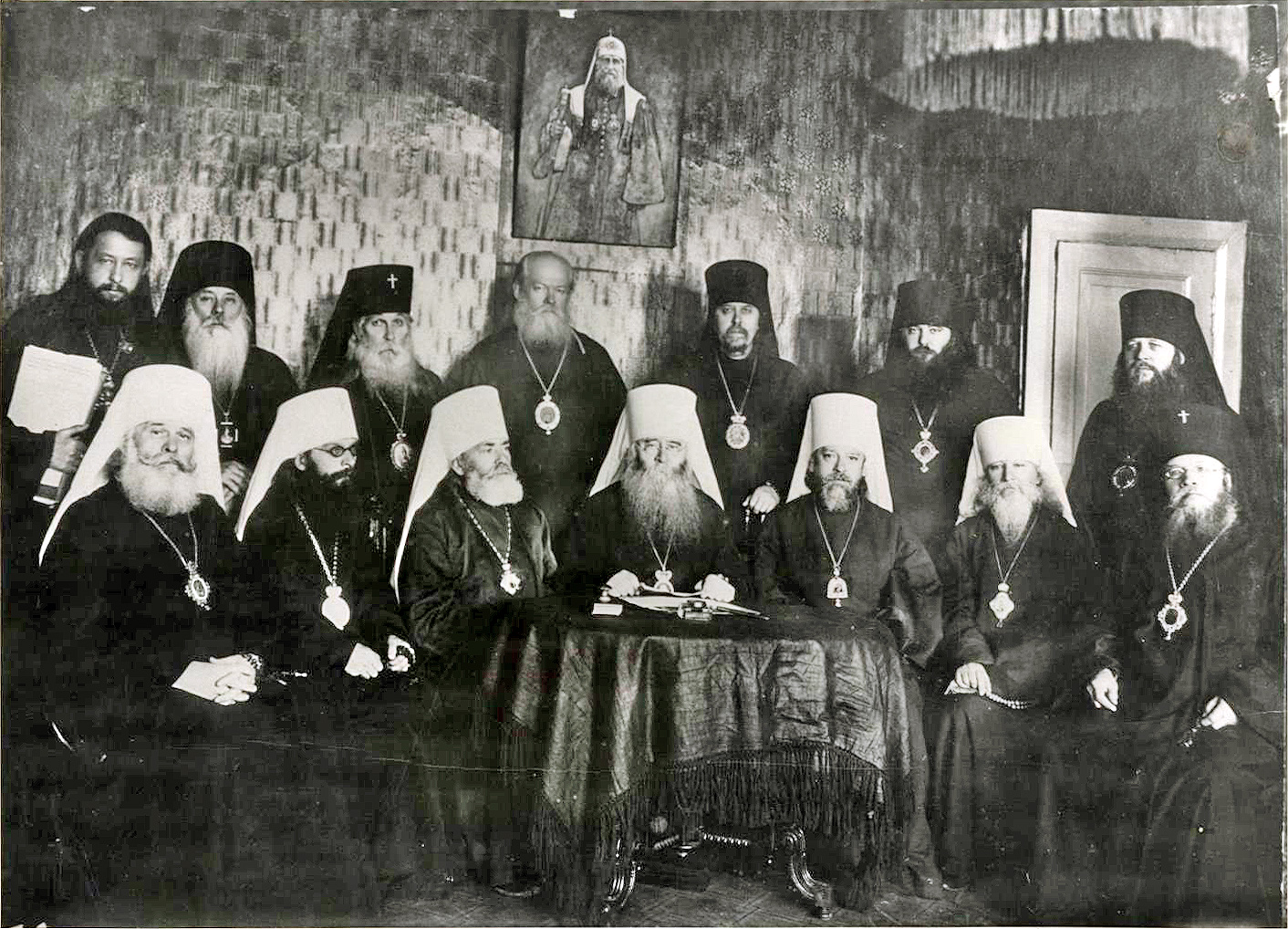
Члены Зимней сессии Временного Патриаршего Священного Синода 1933—1934 годов, постановившие усвоить митрополиту Сергию титул «Блаженнейшего митрополита Московского и Коломенского»

27 апреля 1934 года Временный Патриарший Священный Синод, при участии прочих архиереев (всего 21 человек) удостоил его титула «Блаженнейший митрополит Московский и Коломенский» с правом ношения двух панагий, то есть с разрешения властей возвёл его с титулом митрополита на патриаршую (Московскую) кафедру. Впервые новый титул заместителя Патриаршего Местоблюстителя прозвучал во время богослужения на Преполовение Пятидесятницы, 2 мая 1934 года, в кафедральном Богоявленском соборе в Дорогомилове. В литургии участвовали 20 епископов, 44 священника и 15 диаконов.
18 мая 1935 года состоялось последнее заседание Временного Патриаршего Священного Синода, на котором он под давлением властей был упразднён. Управление делами Синода реорганизовано в Управление делами Московской Патриархии.
После марта 1936 года, когда были совершены хиротонии Серафима (Шамшина) и Бориса (Воскобойникова), митрополит Сергий уже не мог восполнять убыль епископата.

### Патриарший местоблюститель
Осенью 1936 года в Московскую Патриархию поступило сообщение (как окажется много позднее, ложное) о кончине Местоблюстителя митрополита Петра в заключении 11 сентября 1936 года. 27 декабря того же года Патриархией был издан «Акт о переходе прав и обязанностей Местоблюстителя Патриаршего престола Православной Российской Церкви к Заместителю Патриаршего Местоблюстителя, Блаженнейшему митрополиту Московскому и Коломенскому Сергию (Страгородскому)»; также был издан указ Московской Патриархии о соответствующей форме поминовения с 1 января 1937 года за богослужением Патриаршего Местоблюстителя митрополита Сергия.
После «Большого террора» 1937—1938 годов, летом 1939 года, от епископата Патриаршей Церкви, включая Патриаршего Местоблюстителя, осталось всего 4 штатных (сохранивших регистрацию в качестве «служителя культа») архиерея: митрополит Ленинградский Алексий (Симанский), архиепископ Петергофский Николай (Ярушевич), архиепископ Дмитровский Сергий (Воскресенский); ещё 10 архиереев Патриархии находились на покое или совершали богослужения как настоятели храмов. С расширением территории СССР осенью 1939 — летом 1940 митрополиту Сергию была предоставлена возможность «воссоединить» с Московской Патриархией оказавшихся в границах СССР архиереев Константинопольской, Румынской и Польской юрисдикций. Впервые с 1936 года были совершены архиерейские хиротонии. При этом число штатных архиереев на «коренной» части территории СССР даже уменьшилось: архиепископы Николай (Ярушевич) и Сергий (Воскресенский) были перемещены в новоприсоединённые области: первый — на Западную Украину, а второй — в Прибалтику.
22 июня 1941 года митрополит Сергий, узнав о начале Великой Отечественной войны, написал послание к пастырям и верующим Русской православной церкви, благословив всех, кто решился отправиться на фронт:

Фашиствующие разбойники напали на нашу родину. Попирая всякие договоры и обещания, они внезапно обрушились на нас, и вот кровь мирных граждан уже орошает родную землю. Повторяются времена Батыя, немецких рыцарей, Карла шведского, Наполеона. Жалкие потомки врагов православного христианства хотят ещё раз попытаться поставить народ наш на колени пред неправдой, голым насилием принудить его пожертвовать благом и целостью родины, кровными заветами любви к своему отечеству.
Но не первый раз приходится русскому народу выдерживать такие испытания. С Божиею помощью, и на сей раз он развеет в прах фашистскую вражескую силу. Наши предки не падали духом и при худшем положении потому, что помнили не о личных опасностях и выгодах, а о священном своем долге перед родиной и верой, и выходили победителями. Не посрамим же их славного имени и мы — православные, родные им и по плоти и по вере.
[…]
Церковь Христова благословляет всех православных на защиту священных границ нашей родины.
Господь нам дарует победу.

26 июня в Богоявленском соборе митрополит Сергий отслужил молебен «О даровании победы». С этого времени во всех храмах Московского Патриархата стали совершаться подобные молебствия, по специально составленным текстам: «Молебен в нашествии супостатов, певаемый в Русской Православной Церкви в дни Отечественной войны».
7 октября 1941 года, когда в ходе начального этапа операции «Тайфун» советская оборона на дальних подступах к Москве была разгромлена Вермахтом, Мосгорсовет постановил «предложить Московской Патриархии временно покинуть Москву»: митрополиту Сергию предстояло отбыть в Чкалов (Оренбург). Отъезд состоялся вечером 14 октября. В поезде в ночь с 15 на 16 октября самочувствие митрополита Сергия резко ухудшилось; во время остановки в Пензе его осмотрели врачи. Из Москвы поступило предписание об изменении маршрута: по просьбе Патриаршего Местоблюстителя вагон вместо Оренбурга направили в Ульяновск, который на тот момент являлся районным центром Куйбышевской области (с 19.01.1943 — областной центр Ульяновской области). Архиереев доставили в Ульяновск в ночь с 18 на 19 октября 1941 года. Для устройства временного Патриаршего кафедрального собора городские власти предоставили деревянное здание бывшего Католического костёла на улице Водников (ныне Корюкина). 30 ноября 1941 года митрополит Сергий освятил его в честь Казанской иконы Божией Матери — Казанский собор, 19 декабря переехал в новую квартиру под одной крышей с храмом.
Первая епископская хиротония в годы Великой Отечественной войны состоялась 25 декабря 1941 года в Куйбышеве: Питирим (Свиридов) был рукоположён в епископа Куйбышевского. Архиепископ Андрей (Комаров) решительно выступал против его кандидатуры, оценив его за 2,5 года совместного служения как человека, «вредного для Церкви». Однако отзывом архиепископа Андрея пришлось пренебречь в условиях, когда Патриаршему Местоблюстителю впервые за 5 лет «улыбнулась возможность» рукоположить архиерея для служения в России.
5 января 1943 года направил Сталину телеграмму об открытии счета для сбора Церковью пожертвований. Сталин положительно откликнулся на просьбу митрополита Сергия. В советской прессе была напечатана ответная телеграмма Сталина с просьбой передать привет и благодарность Красной Армии духовенству Русской Православной Церкви. Счёт был открыт, и таким образом за Церковью как централизованной структурой впервые с 1918 года были признаны права юридического лица.
В июле 1943 года, перед отъездом в Москву, в здании бывшей Владимирской (Ильинской) церкви состоялось предсоборное совещание, на котором митрополит Сергий был рекомендован к избранию Патриархом Московским и всея Руси.
Вернуться в Москву смог лишь 31 августа 1943 года. Ко времени его возвращения в Москву штатный епископат Патриаршей Церкви (без оккупированных территорий) насчитывал уже 18 архиереев.

## Патриаршество

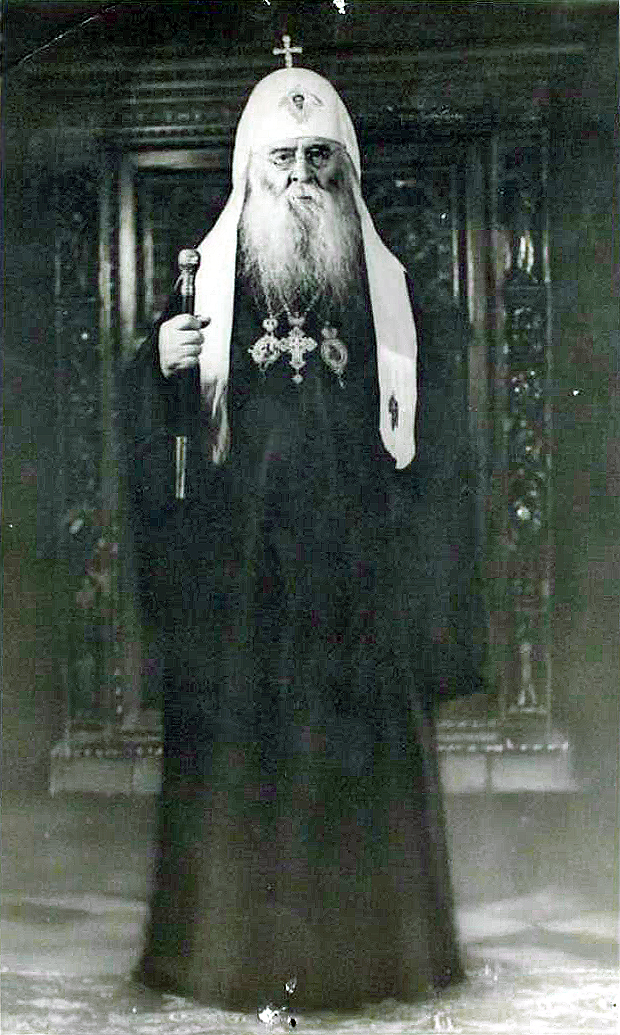
В сане патриарха

4 сентября 1943 года вместе с митрополитами Алексием и Николаем был принят председателем СНК СССР Иосифом Сталиным. На встрече присутствовали также Вячеслав Молотов и полковник НКГБ Георгий Карпов, будущий председатель Совета по делам Русской православной церкви. Митрополиты по приглашению Сталина изложили свои пожелания, в числе которых было проведение Собора и избрание патриарха. Сталин заверил, что правительство СССР окажет всяческое содействие. На следующий день, 5 сентября, в газете «Известия» было опубликовано сообщение: «<…> Во время беседы Митрополит Сергий довёл до сведения Председателя Совнаркома, что в руководящих кругах Русской Православной Церкви имеется намерение в ближайшее время созвать Собор епископов для избрания Патриарха Московского и всея Руси и образования при Патриархе Священного Синода. Глава Правительства тов. И. В. Сталин сочувственно отнёсся к этим предположениям и заявил, что со стороны Правительства не будет к этому препятствий».
8 сентября 1943 года в новом здании патриархии в бывшей резиденции германского посла, в особняке по адресу Чистый переулок, дом 5 состоялся Собор епископов, который избрал патриархом Московским и всея Руси митрополита Сергия. 12 сентября 1943 года состоялась интронизация новоизбранного патриарха в кафедральном Богоявленском соборе, что в Елохове. После интронизации патриарх Сергий сказал:

В моём положении по внешности как будто ничего не изменилось с получением Патриаршего сана. Фактически я уже в течение 17 лет несу обязанности Патриарха. Это так кажется только по внешности, а на самом деле это далеко не так. В звании Патриаршего Местоблюстителя я чувствовал себя временным и не так сильно опасался за возможные ошибки. Будет, думал я, избран Патриарх, он и исправит допущенные ошибки. Теперь же, когда я облечён высоким званием Патриарха, уже нельзя говорить о том, что кто-то другой исправит ошибки и сделает недоделанное, а нужно самому поступать безошибочно, по Божией правде, и вести людей к вечному спасению…
27 октября 1943 года патриарх Сергий направил Карпову ходатайство об амнистии 25 архиереев и священника Феофана (Адаменко), которых он «желал привлечь к церковной работе». К тому времени из всего списка в живых оставался лишь епископ Николай (Могилевский), а остальные были уже расстреляны или погибли в лагерях.
Опубликованная в «Журнале Московской патриархии» его статья «Есть ли у Христа наместник в Церкви?» вызвала резонанс в католических и политических кругах Запада.
Скончался 15 мая 1944 года от «кровоизлияния в мозг на почве атеросклероза».
Погребён в Никольском приделе Богоявленского патриаршего собора в Москве. Надгробие создано в 1950 году по проекту архитектора Р. И. Семерджиева под руководством академика А. В. Щусева.

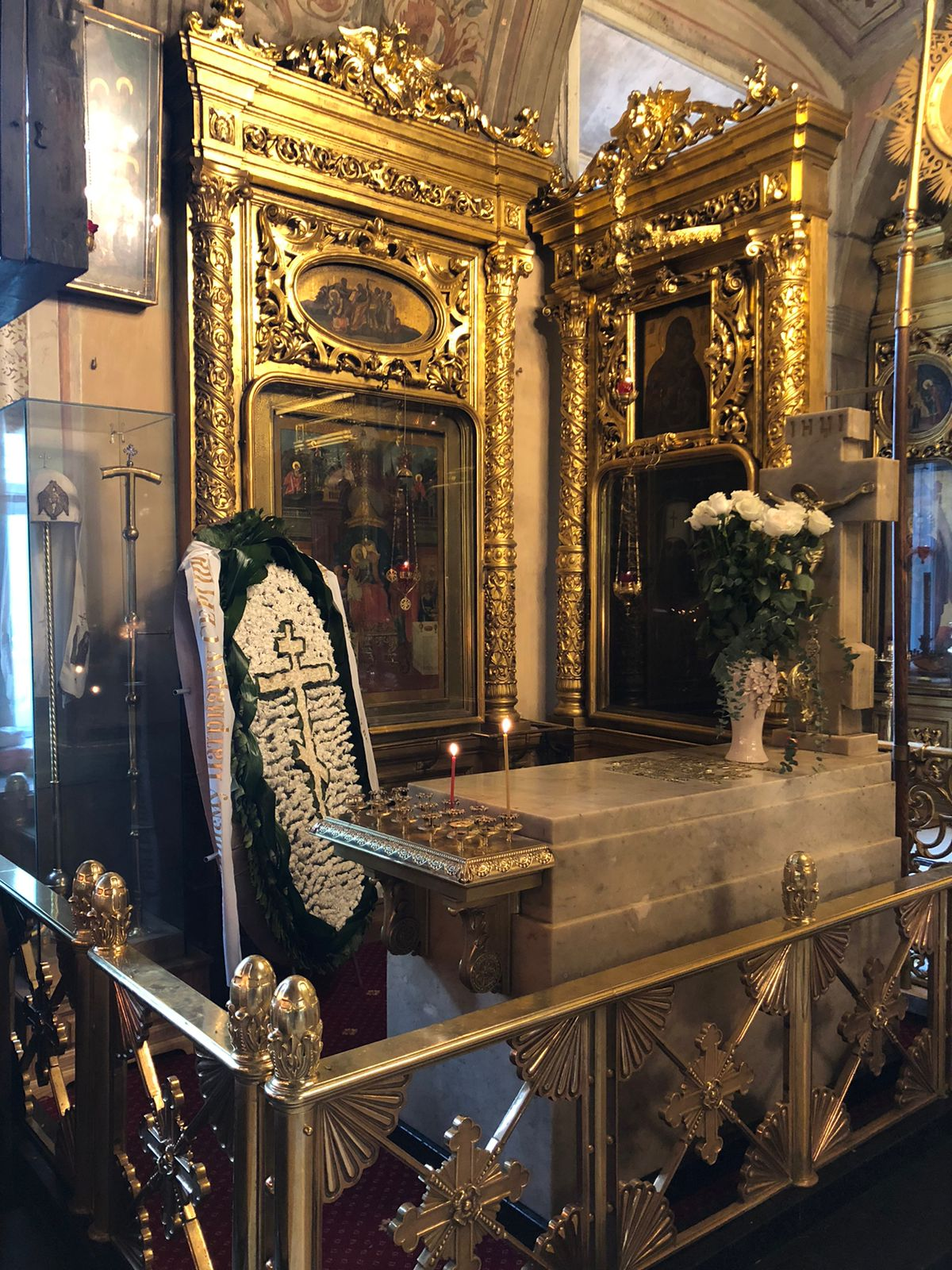
Гробница патриарха в Богоявленском Елоховском соборе

## Богословское и литургическое творчество
Автор ряда богословских работ, из которых наибольшей известностью пользуются его сочинения по сотериологии: Православное учение о спасении (Магистерская диссертация. Сергиев Посад, 1895. 2-е изд. Казань, 1898), Вечная жизнь, как высшее благо (Москва, 1895). Интерес привлекает его статья Значение апостольского преемства в инославии (впервые в ЖМП 1932, № 23/ 24. — С. 23—24).
Автор акафистов: Воскресению Христову (издан в 1974 году); Божией Матери ради Ея иконы Владимирския (1981) др.
Митрополит Сергий (Страгородский). Творения. — СПб.: Издательский проект «Квадривиум», 2020. — 751 с. — ISBN 978-5-7164-1046-6.

## Награды
- Орден Святого Владимира 3-й степени (1902)
- Орден Святого Владимира 2-й степени (1909)
- Орден Святого Александра Невского (1915)

## Память

Памятный знак в память о Святейшем Патриархе Сергии (Ульяновск).

- Изображен на картине Павла Корина «Русь уходящая».
- 25 сентября 2007 года в Арзамасе на площади, названной в честь патриарха Сергия, состоялись освящение и закладка камня в основание памятника Патриарху Московскому и всея Руси Сергию[50].
- 20 мая 2015 года Патриарх Московский и всея Руси Кирилл освятил в Ульяновске стелу в память о патриархе Сергии. Она установлена на месте, где находился деревянный костёл, переданный в конце 1941 года эвакуированной Московской патриархии под резиденцию, и храм, освящённый как временный патриарший Казанский собор (снесён в 1959 году)[51].
- 13 августа 2017 года в Арзамасе во время празднования 150-летия со дня рождения патриарха Сергия патриарх Кирилл провёл божественную литургию и открыл памятник патриарху Сергию[52].